# LAB
LAB — аббревиатура названия двух разных (хотя и похожих) цветовых пространств. Более известным и распространенным является CIELAB (точнее, CIE 1976 L*a*b*), другим — Hunter Lab (точнее, Hunter L, a, b). Таким образом, Lab — это неформальная аббревиатура, не определяющая цветовое пространство однозначно. Чаще всего, говоря о пространстве Lab, подразумевают CIELAB.
При разработке Lab преследовалась цель создания цветового пространства, изменение цвета в котором будет более линейным с точки зрения человеческого восприятия (по сравнению с XYZ), то есть с тем, чтобы одинаковое изменение значений координат цвета в разных областях цветового пространства производило одинаковое ощущение изменения цвета. Таким образом математически корректировалась бы нелинейность восприятия цвета человеком. Оба цветовых пространства рассчитываются относительно определенного значения точки белого. Если значение точки белого дополнительно не указывается, подразумевается, что значения Lab рассчитаны для стандартного осветителя D50.

## История Lab
В 1931 году после серии экспериментов по оценке восприятия цвета человеком Международная комиссия по освещению разработала стандарт CIE 1931 XYZ. Это цветовое пространство вмещало в себя все воспринимаемые человеком цвета. Чтобы устранить нелинейность XYZ в 1960 году Мак-Адам предложил пространство UVW. В 1964 году Вишецким была предложена модель U*V*W. В 1948 году Ричардом Хантером[en] была предложена модель Hunter L, a, b, а в 1976 году после устранения разногласий была разработана модель CIE L*a*b*, которая является сейчас международным стандартом. 
Все эти цветовые пространства стремились уменьшить нелинейность изменения цвета в разных частях области цветового охвата, однако идеального в этом отношении стандарта так и не появилось. В Hunter Lab наблюдается сжатие в желтой части и расширение в синей. В CIELAB, хотя она разработана на основе Hunter Lab и должна была устранить имеющиеся недостатки, отмечается расширение в желтой части. Оба цветовых пространства вычисляются из пространства CIE 1931 XYZ, однако преобразования в CIELAB осуществляются с использованием кубических корней, в то время как в Hunter Lab использованы квадратные. 

## Формулы определения координат CIELAB
Преобразование XYZ -> L*a*b*
{\displaystyle L^{*}=116\,f(Y/Y_{n})-16}
{\displaystyle a^{*}=500\,[f(X/X_{n})-f(Y/Y_{n})]}
{\displaystyle b^{*}=200\,[f(Y/Y_{n})-f(Z/Z_{n})]}
где
{\displaystyle f(t)={\begin{cases}t^{1/3},&t>(6/29)^{3}\\{\frac {1}{3}}\left({\frac {29}{6}}\right)^{2}t+{\frac {4}{29}}\end{cases}}}
Значения {\displaystyle X_{n}}, {\displaystyle Y_{n}} и {\displaystyle Z_{n}} это координаты белой точки в значениях CIE XYZ (буква n означает «нормализованность»).
Разделение функции {\displaystyle f(t)} на два участка было сделано, чтобы избежать точки бесконечной сингулярности при {\displaystyle t=0}. {\displaystyle f(t)} предполагается линейной при значениях меньших {\displaystyle t=t_{0}}, и соответствует {\displaystyle t^{1/3}} на участке справа от {\displaystyle t_{0}}. Другими словами:
| {\displaystyle t_{0}^{1/3}}      | {\displaystyle =} | {\displaystyle at_{0}+b} | (соответствует значению)       |
| {\displaystyle 1/(3t_{0}^{2/3})} | {\displaystyle =} | {\displaystyle a}        | (соответствует наклону кривой) |
Значение {\displaystyle b} выбрано 16/116. Приведенные выше уравнения могут быть решены для {\displaystyle a} и {\displaystyle t_{0}}:
| {\displaystyle a}     | {\displaystyle =} | {\displaystyle 1/(3\delta ^{2})} | {\displaystyle =7.787037\cdots } |
| {\displaystyle t_{0}} | {\displaystyle =} | {\displaystyle \delta ^{3}}      | {\displaystyle =0.008856\cdots } |
где {\displaystyle \delta =6/29}. Заметим, что {\displaystyle 16/116=2\delta /3}
Обратное преобразование L*a*b* -> XYZ
Формулы обратного преобразования (при {\displaystyle \delta =6/29}) будут следующими:
1. задать {\displaystyle f_{y}\ {\stackrel {\mathrm {def} }{=}}\ (L^{*}+16)/116}
2. задать {\displaystyle f_{x}\ {\stackrel {\mathrm {def} }{=}}\ f_{y}+a^{*}/500}
3. задать {\displaystyle f_{z}\ {\stackrel {\mathrm {def} }{=}}\ f_{y}-b^{*}/200}
4. если {\displaystyle f_{y}>\delta } то {\displaystyle Y=Y_{n}f_{y}^{3}}   иначе {\displaystyle Y=(f_{y}-16/116)3\delta ^{2}Y_{n}}
5. если {\displaystyle f_{x}>\delta } то {\displaystyle X=X_{n}f_{x}^{3}}   иначе {\displaystyle X=(f_{x}-16/116)3\delta ^{2}X_{n}}
6. если {\displaystyle f_{z}>\delta } то {\displaystyle Z=Z_{n}f_{z}^{3}}   иначе {\displaystyle Z=(f_{z}-16/116)3\delta ^{2}Z_{n}}

## Практический смысл значений Lab
В цветовом пространстве Lab значение светлоты отделено от значения хроматической составляющей цвета (тон, насыщенность). Светлота задана координатой L (изменяется от 0 до 100, то есть от самого темного до самого светлого), хроматическая составляющая — двумя декартовыми координатами a и b. Первая обозначает положение цвета в диапазоне от зелено-голубого до красно-малинового, вторая — от голубого до желтого.

## Использование Lab
В отличие от цветовых пространств RGB или CMYK, которые являются, по сути, набором аппаратных данных для воспроизведения цвета на бумаге или на экране монитора (цвет может зависеть от типа печатной машины, марки красок, влажности воздуха в цеху или производителя монитора и его настроек), Lab однозначно определяет цвет. Поэтому Lab нашёл широкое применение в программном обеспечении для обработки изображений в качестве промежуточного цветового пространства, через которое происходит конвертирование данных между другими цветовыми пространствами (например, из RGB сканера в CMYK печатного процесса). При этом особые свойства Lab сделали редактирование в этом пространстве мощным инструментом цветокоррекции.
Благодаря характеру определения цвета в Lab появляется возможность отдельно воздействовать на яркость, контраст изображения и на его цвет. Во многих случаях это позволяет ускорить обработку изображений, например, при допечатной подготовке. Lab предоставляет возможность избирательного воздействия на отдельные цвета в изображении, усиления цветового контраста, незаменимыми являются и возможности, которые это цветовое пространство предоставляет для борьбы с шумом на цифровых фотографиях.

## Недостатки и критика LAB
Ввиду того что в преобразовании из XYZ в LAB используются формулы, содержащие кубические корни, LAB представляет собой сильно нелинейную систему. Это затрудняет применение привычных операций над 3-мерными векторами в этом цветовом пространстве. Две наиболее широко используемые формулы цветового различия, используемые в программах обработки изображений — CIEDE1976, вычисляемая как расстояние между точками в евклидовом пространстве (квадратный корень из суммы квадратов разностей координат), и CIEDE2000, более поздний стандарт, дающий гораздо лучший результат, но в то же время чрезвычайно сложный для вычислений.